# Australische Botschaft bei der DDR

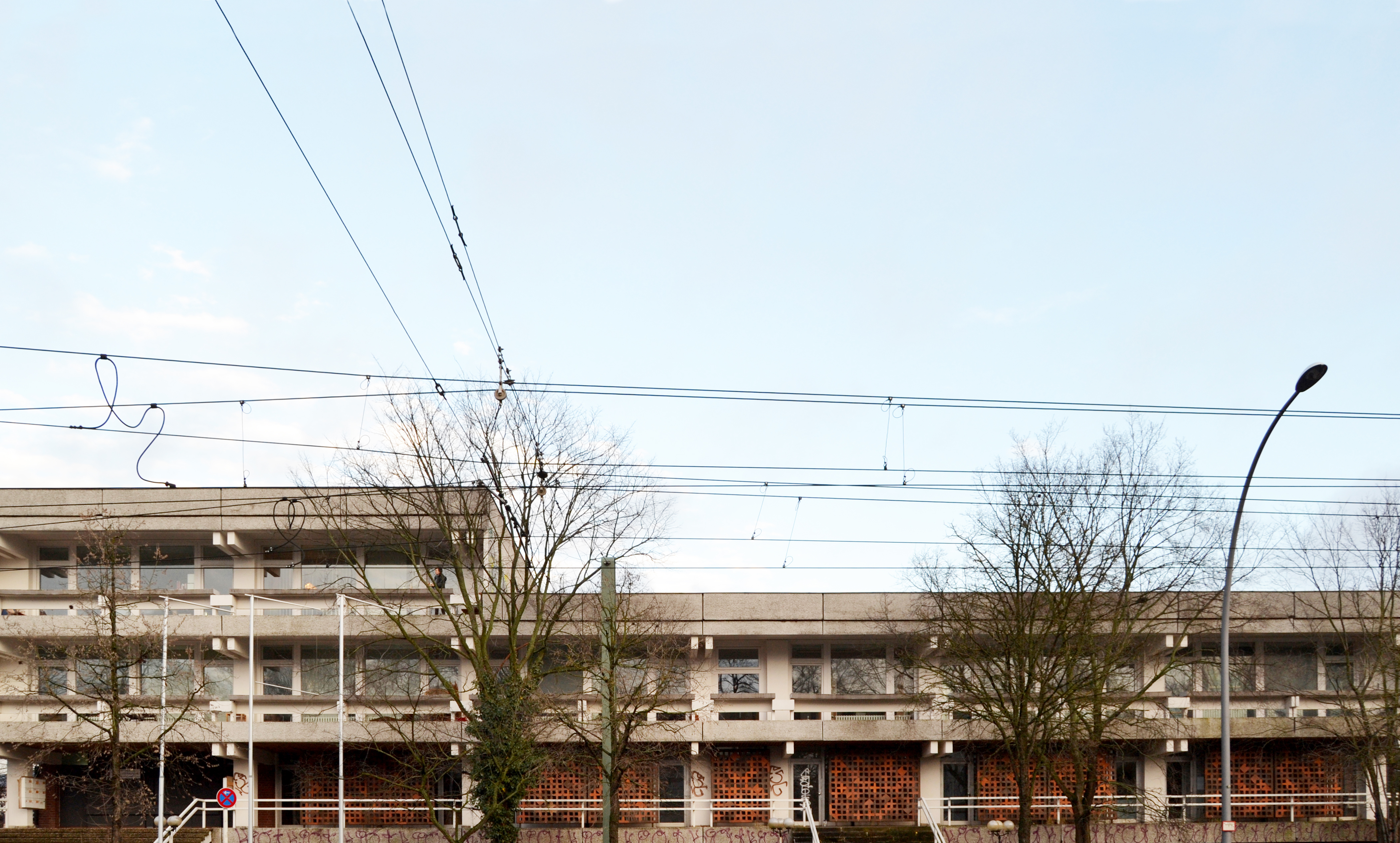
Australische Botschaft bei der DDR (fertiggestellt 1975), Architekt: Horst Bauer

Die Australische Botschaft bei der DDR (engl. Australian Embassy at the GDR; eine Formulierung, die den damaligen rechtlichen Status Berlins berücksichtigte) war der Sitz der diplomatischen Vertretung von Australien in der Deutschen Demokratischen Republik (DDR) in den Jahren 1973 bis 1986. Seit April 2017 beherbergt das Gebäude an der Grabbeallee 34 im Berliner Ortsteil Niederschönhausen (Bezirk Berlin-Pankow) das Atelierhaus Australische Botschaft (OST).

## Geschichte und Architektur
Um die Vielzahl neuer diplomatischer Vertretungen in den späten 1960er und frühen 1970er Jahren unterzubringen, gab der DDR-Ministerrat rund 140 vorfabrizierte Gebäude in Auftrag. Sie entstanden in zwei neuen Diplomatenvierteln im damaligen Bezirk Pankow.
Australien erhielt von der DDR das größte Modell namens IHB-III (Ingenieur-Hochbau-Berlin III) zugewiesen, mit einer Grundfläche von 2428,8 Quadratmetern. Es war vom Architekten Horst Bauer entwickelt worden, der unter anderem das bekannte Café Moskau (1964) an der Karl-Marx-Allee erbaut hatte. Das lange, tief liegende Gebäude mit drei Etagen besteht aus vorfabrizierten Betonplatten. Es besitzt Trennwände und Mosaikelemente der renommierten Keramikerin Hedwig Bollhagen, getreu dem Programm Kunst am Bau. Wie andere kapitalistische Staaten schloss Australien einen 99 Jahre gültigen Mietvertrag ab und entrichtete dafür einen entsprechenden Preis. Im Gegensatz zu anderen Botschaften besaß die australische im Garten auch einen Tennisplatz.

## Nutzung von 1973 bis 1986

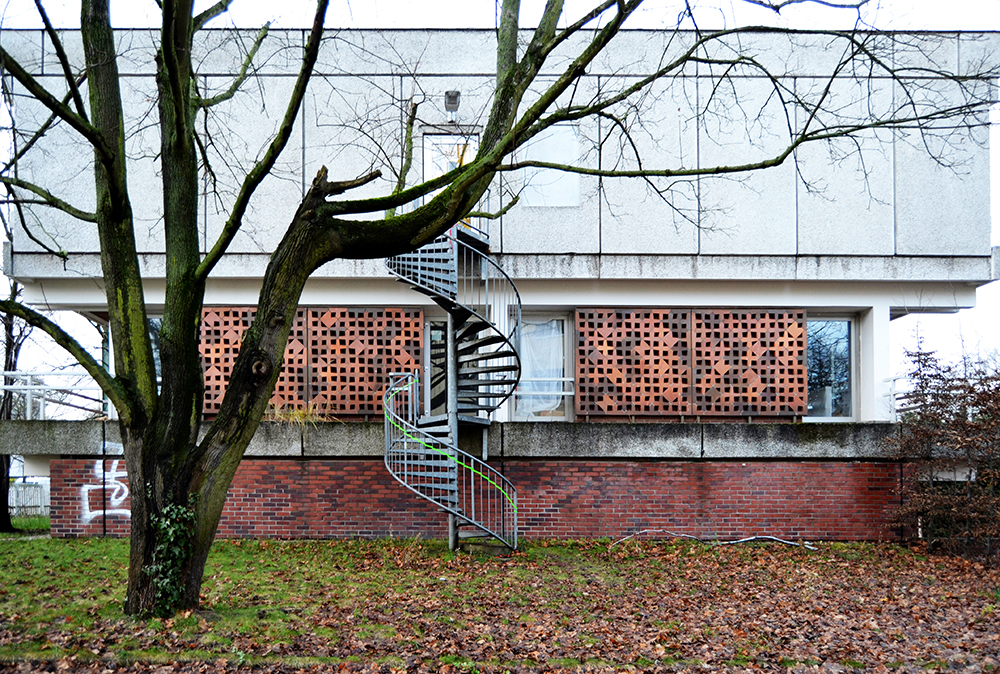
Seitenansicht der Botschaft mit Keramik-Schutzwänden von Hedwig Bollhagen

Das Gebäude sowie der angrenzende Garten und der Tennisplatz sind das Ergebnis der Anerkennung der DDR durch Australien am 22. Dezember 1972, nur einen Tag nach der Unterzeichnung des Grundlagenvertrags zur gegenseitigen Anerkennung der Bundesrepublik Deutschland und der DDR. Somit war Australien das erste kapitalistische Land, das die DDR offiziell anerkannte. Die Botschaft in Ost-Berlin war eine von mehreren Handelsniederlassungen, die Australiens Premierminister Gough Whitlam in den Staaten des Ostblocks eröffnete, darunter in Moskau, Belgrad, Peking und Warschau.
In den Jahren 1978 und 1979, während der Regierungszeit von Malcolm Fraser, überprüfte der australische Handelsentwicklungsrat die internationalen Handelsbeziehungen und kam zum Schluss, dass die Niederlassung in Ost-Berlin aufgegeben werden sollte. Die Australische Botschaft bei der DDR löste daraufhin den Mietvertrag 1986 vorzeitig auf. Die australischen Diplomaten verließen die DDR und erledigten bis 1989/90 Botschaftsangelegenheiten für die DDR von ihrer Vertretung in Warschau.

## Nach 1990
Nach dem Fall der Berliner Mauer übernahm die Treuhandliegenschaftsgesellschaft TLG die frühere australische Botschaft, als sie zahlreiche staatliche Immobilien der untergegangenen DDR verkaufte. Nach 1996 wechselte das Gebäude mehrmals den Besitzer. Es beherbergte zunächst ein medizinisches Labor, danach das mittlerweile in Konkurs gegangene Medienunternehmen tape.tv. Das Gebäude wurde im Jahr 2010 von der Bundesanstalt für Immobilienaufgaben privatisiert. Im Jahr 2014 plante der Unternehmer Lars Dittrich den Abriss des Gebäudes. Auf Initiative von Bezirksstadtrat Jens-Holger Kirchner wurde es jedoch im Herbst 2015 unter Denkmalschutz gestellt, womit das frühere Botschaftsgebäude erhalten blieb.
Nachdem die neue deutsche Regierung das Berlin/Bonn-Gesetz beschlossen hatte und damit der Regierungssitz nach Berlin verlegt wurde, richtete Australien hier auch wieder eine Botschaft ein. Die Botschaft von Australien entstand durch Ausbau eines repräsentativen Gebäudes in der Wallstraße im Bezirk Berlin-Mitte. Sie wurde hier im Jahr 2003 eröffnet.

### Atelierhaus Australische Botschaft (Ost)

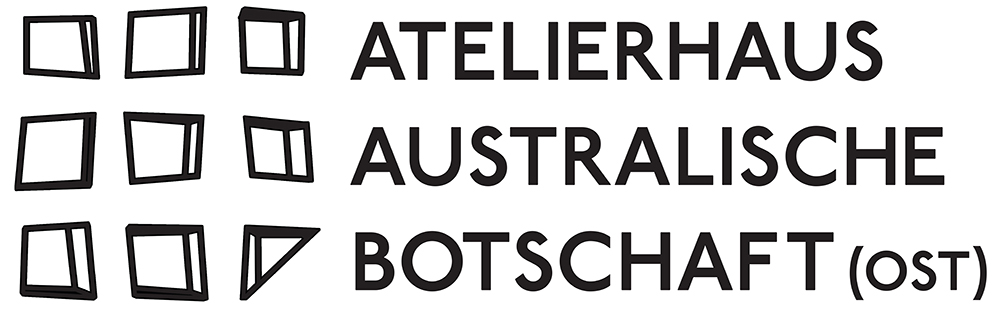
Logo Atelierhaus Australische Botschaft (Ost)

Ab 2015 war das Immobilienunternehmen Prexxot GmbH Besitzer des früheren Botschaftsgebäudes in der Grabbeallee. Dessen Pläne, bis 2018 auf dem Gelände Luxusappartements einzurichten, verzögerten sich.
Ab April 2017 beherbergte das frühere Botschaftsgebäude die Ateliers von rund 30 Künstlern verschiedener Sparten. Sie haben sich zur Organisation Atelierhaus Australische Botschaft (Ost) (e. V.i.G) zusammengeschlossen, die verschiedene öffentliche Veranstaltungen durchführt. Das Atelierhaus hoffte, dass langfristig aus dem Gebäude ein selbstorganisiertes Künstlerhaus mit Atelierprogramm, öffentlichem Garten und Ausstellungsraum werden würde. Außerdem wurde im August 2018 eine Ausstellung mit dem Titel Ex-Embassy eröffnet, mit Beiträgen von Künstlern, Autoren und Forschern aus Australien und Deutschland sowie den indigenen Nationen Quandamooka, Kamilaroi und Wiradjuri.

### Humanistischer Bildungscampus
2019 übernahm der Humanistische Verband Berlin-Brandenburg die Immobilie zur Nutzung als humanistischer Bildungscampus. Diesem wurde später neben einer humanistischen Kita und einer humanistischen Grundschule auch die Humanistische Hochschule Berlin ergänzt.